# Matthew Rowan
Matthew Rowan (* im County Antrim im heutigen Nordirland; † April 1760 in der Province of North Carolina) war ein britischer Kolonialgouverneur der Province of North Carolina.

## Lebenslauf
Das Geburtsdatum von Matthew Rowan ist nicht überliefert. Er hatte schottische Wurzeln, wurde aber im heutigen Nordirland als Sohn des Geistlichen John Rowan und dessen Frau Margaret Stewart geboren. Es gibt auch keine Informationen über seine Jugend und Schulausbildung. Auch der Zeitpunkt seiner Ankunft in der Province of North Carolina ist nicht bekannt. Im Jahr 1726 wird er dort aber erstmals urkundlich erwähnt. Er war damals als Händler und im Schiffsbau tätig. Später erwarb er im heutigen Brunswick County eine Plantage, die heute als Rowan Plantation bekannt ist. Dort verbrachte er den größten Teil seines weiteren Lebens. Im Jahr 1742 heiratete er Elizabeth Rowan, die Witwe seines Bruders. Seit 1727 war er in North Carolina politisch aktiv. In diesem Jahr wurde er Mitglied im kolonialen Parlament und 1731 wurde er Mitglied im Regierungsrat (Council), dem er bis zu seinem Tod angehörte. Dabei erlebte er die turbulenten Amtszeiten der Gouverneure George Burrington und Richard Everard. Seit 1735 gehörte er einem Ausschuss zur Festlegung der südlichen Grenze der Kolonie zur Province of South Carolina an. In den folgenden Jahren erhielt er weitere führende Ämter in der Kolonialverwaltung.
Nach dem Tod des kommissarischen Gouverneurs Nathaniel Rice wurde er zu dessen Nachfolger bestimmt. Dieses Amt übte er zwischen dem 1. Februar 1753 und dem 1. November 1754 aus. Dann übernahm der offiziell ernannte Gouverneur Arthur Dobbs dieses Amt. Als Gouverneur fand Rowan die Zustimmung sowohl der Briten als auch der Kolonisten. Geplante Reformen, vor allem auf dem Gebiet der Verteidigung, konnte er aber nicht umsetzen. Das Rowan County in North Carolina wurde nach ihm benannt. Matthew Rowan starb zwischen dem 18. April 1760, an diesem Tag hat er sein Testament verfasst, und dem 22. April desselben Jahres, als er nicht mehr zu einer Sitzung des Regierungsrats erschien.
Einige Quellen berichten von einem Zwischenfall aus dem Jahr 1741. Damals soll Rowan als Kapitän eines havarierten Schiffes sich nicht um die Passagiere, wohl aber um die Bergung der Ladung gekümmert haben. In diesem Zusammenhang wurde niemals Anklage erhoben. Jedenfalls hat der Vorfall, wenn er denn den Tatsachen entsprechen sollte, der weiteren Laufbahn Rowans nicht geschadet.